# Wailua Homesteads
Wailua Homesteads es un lugar designado por el censo ubicado en el condado de Kauai en el estado estadounidense de Hawái. En el año 2010 tenía una población de 5.188 habitantes y una densidad poblacional de 280,4,9 personas por km².

## Geografía
Wailua Homesteads se encuentra ubicado en las coordenadas 22°3′52″N 159°23′2″O / 22.06444, -159.38389.

## Demografía
Según la Oficina del Censo en 2000 los ingresos medios por hogar en la localidad eran de $48.047, y los ingresos medios por familia eran $53.558. Los hombres tenían unos ingresos medios de $35.469 frente a los $26.827 para las mujeres. La renta per cápita para la localidad era de $23.675. Alrededor del 8,9% de la población estaba por debajo del umbral de pobreza.